# Honor the Light
Honor the Light  è il quinto EP della cantante svedese Zara Larsson, pubblicato il 1º dicembre 2023 dalla Sommer House e Epic.

## Descrizione
L'EP è composto da un brano originale, Memory Lane, e da cinque cover natalizie. Tra queste vi sono quattro classici e Winter Song (2008) di Sara Bareilles.
Il progetto è stato promosso da tre esibizioni svoltesi nel dicembre 2023, di cui due a Stoccolma e una a Skellefteå.

## Tracce
1. Memory Lane – 3:12
2. Winter Song – 3:05
3. Silent Night – 1:42
4. Light a Candle – 3:10
5. Tänd ett ljus – 3:10
6. Sankta Lucia – 1:22

## Classifiche
| Classifica (2023) | Posizione massima |
| ----------------- | ----------------- |
| Svezia            | 1                 |